# 1915 en Nouvelle-Écosse
Chronologie de la Nouvelle-Écosse
- 1911
- 1912
- 1913
- 1914
- 1915
- 1916
- 1917
- 1918
- 1919

Cette page concerne des événements survenus en 1915 dans la province canadienne de la Nouvelle-Écosse.

## Politique

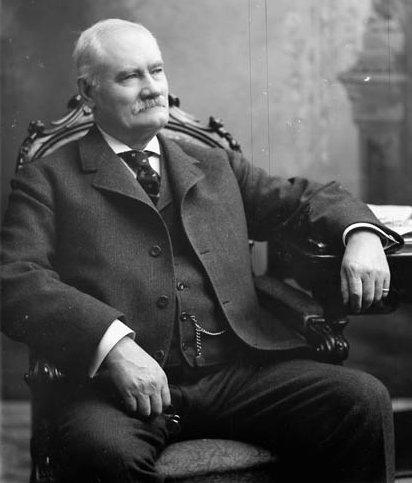
David MacKeen

- Premier ministre : George H. Murray
- Chef de l'Opposition :
- Lieutenant-gouverneur : James Drummond McGregor puis David MacKeen
- Législature :